# 퇴

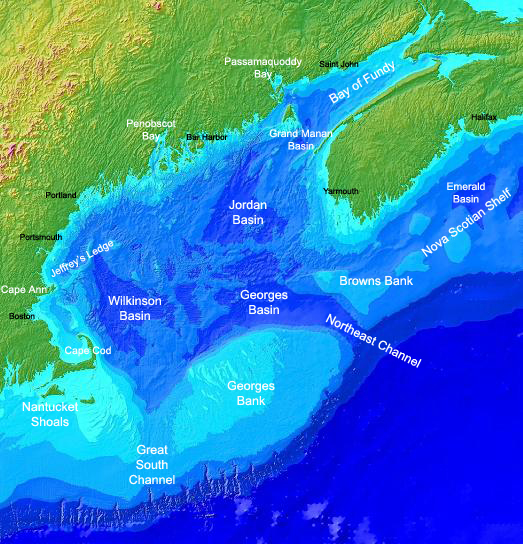
메인만 앞에 발달한 조지뱅크. 지도 아래의 옅은 하늘색 영역으로 주위보다 깊이가 얕다.

퇴(堆)는 대륙붕에서 주위보다 얕은 지형을 말하며, 천퇴(淺堆)나 뱅크(bank)라고도 한다. 대개 어장이 발달되어 있어, 어업의 중심이 된다.
퇴는 여울이나 수중 언덕의 꼭대기와 같이 주변 지역에 비해 얕은 해저의 일부이다. 대륙 경사면과 다소 유사하게, 해안 경사면은 조수 및 기타 흐름이 가로막을 때 용승할 수 있으며, 때로는 영양분이 풍부한 해류를 생성한다. 이 때문에 도거배그(Dogger Bank) 및 뉴펀들랜드의 그랜드뱅크스(Grand Banks)와 같은 일부 대형 퇴들은 세계에서 가장 풍부한 어장 중 하나이다.

## 중요한 퇴
- 그랜드뱅크스
- 도거 뱅크
- 메이클즈필드 천퇴
- 후포퇴
- 대화퇴

## 같이 보기
- 해대